# Lepisorus bicolor
Lepisorus bicolor là một loài thực vật có mạch trong họ Polypodiaceae. Loài này được (Takeda) Ching miêu tả khoa học đầu tiên năm 1933.